# Falehaure
Falehaure är en sjö i Arjeplogs kommun i Lappland och ingår i Piteälvens huvudavrinningsområde. Sjön har en area på 4,98 kvadratkilometer och ligger 459 meter över havet. Falehaure ligger i Piteälven Natura 2000-område. Sjön avvattnas av vattendraget Piteälven.

## Delavrinningsområde
Falehaure ingår i det delavrinningsområde (740568-156787) som SMHI kallar för Utloppet av Falehaure. Medelhöjden är 560 meter över havet och ytan är 19,4 kvadratkilometer. Räknas de 104 avrinningsområdena uppströms in blir den ackumulerade arean 1 684,69 kvadratkilometer. Avrinningsområdets utflöde Piteälven mynnar i havet. Avrinningsområdet består mestadels av skog (61 procent) och kalfjäll (12 procent). Avrinningsområdet har 4,94 kvadratkilometer vattenytor vilket ger det en sjöprocent på 25,4 procent.